# نیمه تاریک (ترانه)
«نیمهٔ تاریک» (به انگلیسی: Dark Side) تک‌آهنگی از کلی کلارکسون است که در سال ۲۰۱۲ میلادی منتشر شد.
این تک‌آهنگ در چارت‌های در رتبه اول و در چارت‌های لهستان، جزو ده ترانه اول قرار گرفت.

## جدول‌های موسیقی
| جدول (۲۰۱۲)                                     | بهترین جایگاه |
| ----------------------------------------------- | ------------- |
| استرالیا (ای‌آرآی‌ای)                             | ۵۶            |
| بلژیک (اولتراتیپ فلاندرز)                       | ۱۷            |
| کانادا (۱۰۰ تک‌آهنگ داغ کانادا)                  | ۲۶            |
| دانمارک ایرپلی (ترک‌لیسن)                        | ۵             |
| آلمان (جدول‌های رسمی آلمان)                      | ۸۲            |
| ایرلند (ایرما)                                  | ۴۲            |
| هلند (۴۰ آهنگ برتر)                             | ۱۹            |
| اسکاتلند (اوسی‌سی)                               | ۲۶            |
| کره جنوبی (جدول گائون)                          | ۴۸            |
| تک‌آهنگ‌های بریتانیا (اوسی‌سی)                     | ۴۰            |
| بیلبورد هات ۱۰۰ ایالات متحده                    | ۴۲            |
| بزرگسالان معاصر ایالات متحده (بیلبورد)          | ۱۹            |
| ۴۰ تک‌آهنگ برتر بزرگسالان ایالات متحده (بیلبورد) | ۷             |
| ترانه‌های باشگاه رقص ایالات متحده (بیلبورد)      | ۱             |
| ۴۰ آهنگ برتر جریان اصلی ایالات متحده (بیلبورد)  | ۲۲            |

| جدول (۲۰۱۲)                                    | جایگاه |
| ---------------------------------------------- | ------ |
| ترانه‌های پاپ بزرگسالان ایالات متحده (بیلبورد)  | ۳۹     |
| بزرگسالان معاصر ایالات متحده (بیلبورد)         | ۵۰     |
| ترانه‌های داغ باشگاه رقص ایالات متحده (بیلبورد) | ۹      |

## تاریخچه انتشار
| منطقه        | تاریخ         | فرمت              |
| ------------ | ------------- | ----------------- |
| ایالات متحده | ۵ ژوئن ۲۰۱۲   | رادیوی جریان اصلی |
| فرانسه       | ۱۱ ژوئن ۲۰۱۲  | دانلود دیجیتال    |
| آلمان        | ۱۳ ژوئیهٔ ۲۰۱۲ | دانلود دیجیتال    |